# Norvège aux Jeux olympiques d'hiver de 1948
Cet article contient des informations sur la participation et les résultats de la Norvège aux Jeux olympiques d'hiver de 1948 à Saint-Moritz en Suisse. Pour ses cinquièmes Jeux olympiques d'hiver la Norvège était représentée par 49 sportifs.
La délégation norvégienne aux Jeux olympiques d'hiver de 1948 a récolté en tout 10 médailles, 4 d'or, 3 d'argent, et 3 de bronze. Elle a terminé au 1er rang du classement des médailles à égalité avec la Suède, et également au 1er rang, à égalité avec la Suisse et la Suède, si l'on compte les nombres de médailles.

## Médailles
| Médaille                            | Nom                                                | Sport               | Compétition             |
| ----------------------------------- | -------------------------------------------------- | ------------------- | ----------------------- |
| Médaille d'or, Jeux olympiques      | Petter Hugstedt                                    | Saut à ski          | Petit tremplin          |
| Médaille d'or, Jeux olympiques      | Finn Helgesen                                      | Patinage de vitesse | 500 m hommes            |
| Médaille d'or, Jeux olympiques      | Sverre Farstad                                     | Patinage de vitesse | 1 500 m hommes          |
| Médaille d'or, Jeux olympiques      | Reidar Liaklev                                     | Patinage de vitesse | 5 000 m hommes          |
| Médaille d'argent, Jeux olympiques  | Birger Ruud                                        | Saut à ski          | Petit tremplin          |
| Médaille d'argent, Jeux olympiques  | Thomas Byberg                                      | Patinage de vitesse | 500 m hommes            |
| Médaille d'argent, Jeux olympiques  | Odd Lundberg                                       | Patinage de vitesse | 5 000 m hommes          |
| Médaille de bronze, Jeux olympiques | Erling Evensen Olav Økern Reidar Nyborg Olav Hagen | Ski de fond         | Relais hommes 4 × 10 km |
| Médaille de bronze, Jeux olympiques | Thorleif Schjelderup                               | Saut à ski          | Petit tremplin          |
| Médaille de bronze, Jeux olympiques | Odd Lundberg                                       | Patinage de vitesse | 1 500 m hommes          |